# VI Premis de la Unión de Actores
La VI edició dels Premis de la Unión de Actores, corresponents a l'any 1996, concedits pel sindicat d'actors Unión de Actores y Actrices, va tenir lloc el 15 de gener de 1997 al Teatro Albéniz de Madrid. El director de l'acte fou Eduardo Bazo.

## Guardons

### Premi a Tota una vida
- Francisco Rabal

### Premi Especial
- Fundación Casa Actor

### Cinema

#### Millor interpretació protagonista
| Actor/Actriu  | Pel·lícula             | Resultat   |
| ------------- | ---------------------- | ---------- |
| Javier Bardem | Éxtasis                | Candidat   |
| Terele Pávez  | La Celestina           | Guanyadora |
| Emma Suárez   | El perro del hortelano | Candidata  |

#### Millor interpretació secundària
| Actor/Actriu     | Pel·lícula            | Resultat  |
| ---------------- | --------------------- | --------- |
| Ernesto Alterio  | Tengo una casa        | Candidat  |
| Nancho Novo      | La Celestina          | Guanyador |
| Gustavo Salmerón | Más que amor, frenesí | Candidat  |

#### Millor interpretació de repartiment
| Actor/Actriu    | Pel·lícula   | Resultat  |
| --------------- | ------------ | --------- |
| Miguel del Arco | Bwana        | Candidat  |
| Pilar Ordóñez   | Taxi         | Candidata |
| Nathalie Seseña | La Celestina | Ganadora  |

#### Millor interpretació revelació
| Actor/Actriu  | Pel·lícula | Resultat   |
| ------------- | ---------- | ---------- |
| Emilio Buale  | Bwana      | Candidat   |
| Daniel Guzmán | Éxtasis    | Candidat   |
| Íngrid Rubio  | Taxi       | Guanyadora |

### Televisió

#### Millor interpretació protagonista
| Actor/Actriu      | Sèrie de televisió             | Resultat  |
| ----------------- | ------------------------------ | --------- |
| Ana Otero         | Todos los hombres sois iguales | Candidata |
| José Sacristán    | Éste es mi barrio              | Candidat  |
| Fernando Valverde | Todos los hombres sois iguales | Guanyador |

#### Millor interpretació secundària
| Actor/Actriu  | Sèrie de televisió | Resultat   |
| ------------- | ------------------ | ---------- |
| Lola Baldrich | Médico de familia  | Candidata  |
| Luisa Martín  | Médico de familia  | Guanyadora |
| Blas Moya     | Menudo es mi padre | Candidat   |

#### Millor interpretación de repartiment
| Actor/Actriu   | Sèrie de televisió | Resultat  |
| -------------- | ------------------ | --------- |
| Antonio Molero | Médico de familia  | Guanyador |
| Oswaldo Morris | Lucrecia           | Candidat  |
| Jorge Roelas   | Médico de familia  | Candidat  |

### Teatre

#### Millor interpretació protagonista
| Actor/Actriu          | Obra de teatre        | Resultat  |
| --------------------- | --------------------- | --------- |
| Manuel de Blas        | Luces de bohemia      | Candidat  |
| Carlos Hipólito       | El médico de su honra | Guanyador |
| Emilio Gutiérrez Caba | El sí de las niñas    | Guanyador |

#### Millor interpretació secundària
| Actor/Actriu       | Obra de teatre     | Resultat  |
| ------------------ | ------------------ | --------- |
| Fernando Conde     | Yonquis y yanquis  | Guanyador |
| José Luis Martínez | El sí de las niñas | Candidat  |
| Gloria Muñoz       | Bienvenida a casa  | Candidata |

#### Millor interpretació de repartiment
| Actor/Actriu  | Obra de teatre    | 'Resultat |
| ------------- | ----------------- | --------- |
| María Álvarez | Yonquis y yanquis | Ganadora  |
| Manuel Brun   | Luces de bohemia  | Candidat  |
| Aitor Tejada  | El misántropo     | Candidat  |